# 5040 Rabinowitz
Az 5040 Rabinowitz (ideiglenes jelöléssel 1972 RF) a Naprendszer kisbolygóövében található aszteroida. Tom Gehrels fedezte fel 1972. szeptember 15-én.